# Johann Bauhin

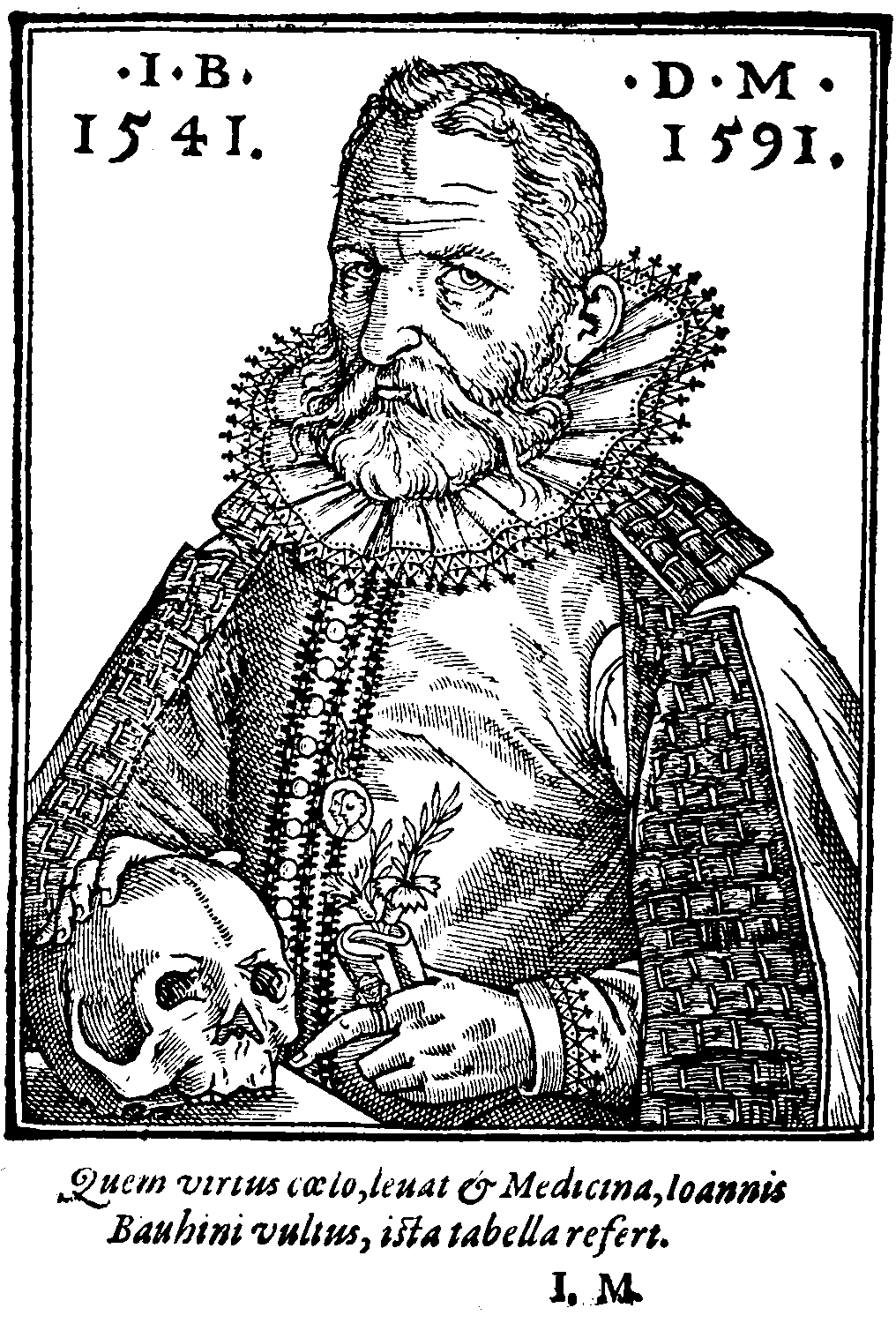
Johann Bauhin, 1591

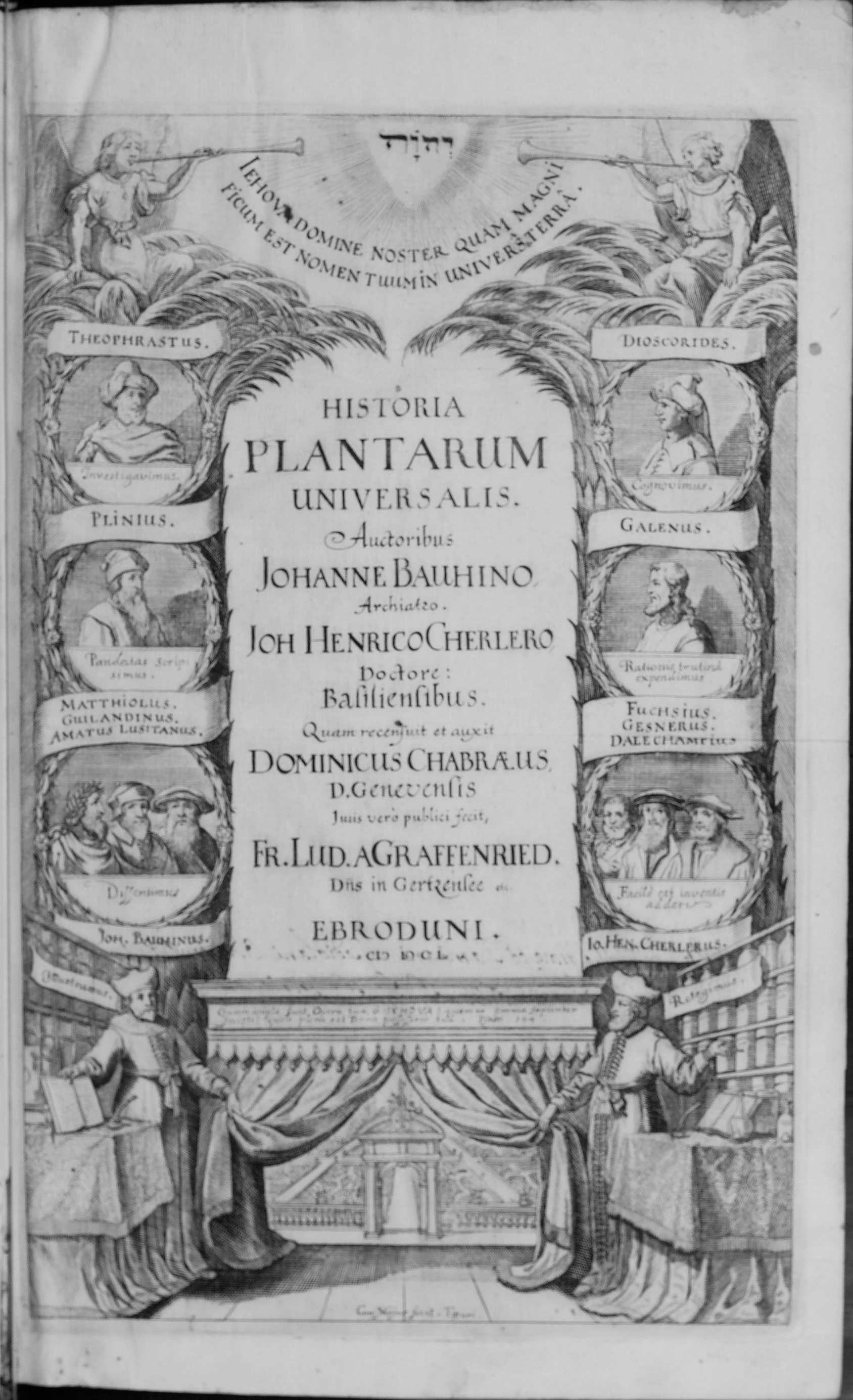
Historia plantarum universalis, 1650

Johann, Jean oder Johannes Bauhin, latinisiert auch Bauhinus (* 12. Februar 1541 wahrscheinlich in Paris; † 27. Oktober 1613 in Montbéliard), war ein Schweizer Arzt und Botaniker. Sein offizielles botanisches Autorenkürzel lautet „J.Bauhin“. Er war der Schwiegervater des Botanikers Johann Heinrich Cherler und der Bruder des Botanikers Caspar Bauhin.

## Leben und Wirken
Johann Bauhin war der ältere Sohn des Arztes Jean Bauhin. Er studierte ab 1555 zunächst Philosophie und ab 1558 Medizin und Botanik an der Universität Basel. 1560 wechselte er an die Universität Tübingen, wo er unter anderem bei Leonhart Fuchs Botanik studierte. 1561 unternahm er eine Studienreise nach Zürich zu Conrad Gessner und war dann gemeinsam mit diesem in den Alpen. Ab 1561 war er an der Universität Montpellier eingeschrieben, wo er unter anderem bei Guillaume Rondelet Anatomie und Botanik studierte. 1562 wurde er (möglicherweise in Valencia) zum Dr. med. promoviert. Er studierte in diesem Jahr auch an der Universität Padua bei Ulisse Aldrovandi.
Ab 1563 betrieb er eine ärztliche Praxis in Lyon, wo er auch Stadtarzt war. Er hatte dort Kontakt mit dem Botaniker Jacques Daléchamps. Da er als Hugenotte in Frankreich Schwierigkeiten hatte, wechselte er 1568 als Stadtarzt nach Genf. Er kehrte 1570 nach Basel zurück, wo er zunächst als Professor für Rhetorik an der Universität wirkte, ab 1571 auch als Professor für Medizin.
1572 wurde er als Stadtarzt sowie als Arzt am württembergischen Hof, und somit als Leibarzt von Herzog Friedrich I., in Mömpelgard berufen. Dort begründete er auch einen Botanischen Garten.
Obwohl seine Leistungen auf dem Gebiet der Botanik nicht so bedeutend waren wie die seines Bruders Caspar Bauhin, machte er sich doch durch eine umfangreiche botanische Enzyklopädie (Historia plantarum) einen Namen. Die zweite Auflage dieses Werks erschien 1650–1651 und enthält etwa 5000 Pflanzenarten mit etwa 3500 Abbildungen. Darin unter anderem auch eine Beschreibung des Getreidebrandes, als deren Ursache er Witterungsvorgänge annahm.

## Ehrungen
Charles Plumier benannte ihm und seinem Bruder Caspar Bauhin zu Ehren die Gattung Bauhinia der Pflanzenfamilie Fabaceae. Carl von Linné übernahm später diesen Namen.

## Schriften (Auswahl)
- De plantis a divis sanctisve nomen habentibus […]. Conrad Waldkirch, Basel 1591 (Digitalisat).
- Warhaffte denckwirdige Historj Von ettlichen wütenden rasenden Wölffen, vnd Schaden, so sie das verloffene 90. Jahr vmb Mümpelgart vnd Beffort gethan haben : Mit angehenckten nutzlichen Mitteln vnd Artzneyen […]. Foillet, Mömpelgard 1591 (Digitalisat).
  - Histoire notable de la rage des loups, advenve làn làn, avec les remedes, pour empescher la rage, qui survient après la morsure  des Loups, Chiens & autres bestes enragees. […]. Foillet, Mömpelgard 1591 (Digitalisat).
- De plantis absynthii nomen habentibus. [Foillet], Mömpelgart 1593 (Digitalisat).
- Historia novi et admirabilis fontis balneiqve Bollensis in cvcatv VVirtembergico ad acidulas Goepingenses. Foillet, Mömpelgart 1598 (Digitalisat).
- Historiae fontis et balnei admirabilis Bollensis liber quartus. Foillet, Mömpelgard 1598 (Digitalisat).
  - Das ander Buch von dem Wunderbrunen zu Boll. Fürster, Stuttgart 1601.
  - Ein New Badbuch und Historische Beschreibung […] des WunderBrunnen und Heilsamen Bads zu Boll. Fürster, Stuttgart 1602 (Digitalisat).
- Bericht deß fürstlichen württembergischen Wunderbads und Brunnen zu Boll so durch den hochgelehrten und berümbten Herrn Joannem Bauhinum beschriben. In Reimen verf. durch Joannem Schalyß zu Holtzheim. Foillet, Mömpelgard 1599 (Digitalisat)
- Kurtzer und warhafftiger Bericht: Was schwärer und mühseliger Kranckheiten vom Jahr 1596 biß ins 1599 wol unnd glücklich seyen geheilet worden. Foillet, Mömpelgard 1599 (Digitalisat).
- Historiae plantarum generalis novae et absolutiss. Quinquaginta annis elaboratae, iam prelo commissae prodromus. Societatis Caldorianae, Yverdon 1619 (Digitalisat) – mit Johann Heinrich Cherler.
  - Historia plantarum universalis, nova et absolutissima cum consensu et dissensu circa eas. Quam recensuit et auxit Dominicus Chabraeus. 3 Bände, 2. Auflage, Graffenried, Yverdon 1650–1651 (Band 1, Band 2, Band 3) – mit Johann Heinrich Cherler, herausgegeben von Dominique Chabré (1610–1669).